# Scilla huanica
Scilla huanica là một loài thực vật có hoa trong họ Măng tây. Loài này được Poelln. miêu tả khoa học đầu tiên năm 1944.